# Fight for the Fallen (2019)
Fight for the Fallen е първото pay-per-view шоу от поредицата AEW Fight for the Fallen, продуцирано от американската кеч федерация All Elite Wrestling (AEW). Провежда се в събота, 13 юли 2019 г. в Daily's Place в Джаксънвил, Флорида. Fight for the Fallen е проведено като благотворително събитие в подкрепа на жертвите на насилие с оръжие, препратка към заглавието на шоуто.

## Обща информация
Американската кеч федерация All Elite Wrestling (AEW) е основана през януари 2019 г. След това компанията прави своето встъпително шоу, Double or Nothing през май, последвано от Fyter Fest през юни. Fight for the Fallen е планирано като третото шоу на AEW в събота, 13 юли 2019 г. в Daily's Place в Джаксънвил, Флорида. Daily's Place по-късно се превръща в домът на AEW. Провежда се като благотворително събитие, в което всички приходи са дарени на жертвите на насилие. На следващия месец, на 3 юли е обявено, че специалното шоу ще бъде спонсорирано от Farah & Farah, адвокатска кантора за телесни повреди, намираща се в Джаксънвил, а приходите ще бъдат дарени на Консултативния съвет за подпомагане на жертвите в Джаксънвил.
На 9 юли кечистът на AEW Крис Джерико е обявен, че ще се появи на шоуто. Излъчено е безплатно в B/R Live в Северна Америка и е достъпно чрез pay-per-view в международен план.
Картата включва девет мача, включително два на предварителното шоу Buy In. В главния мач Йънг Бъкс (Мат Джаксън и Ник Джаксън) побеждават Братството (Коуди и Дъстин Роудс).
Джейсън Пауъл от Pro Wrestling Dot Net описва Fight for the Fallen като „добро шоу“, въпреки че смята, че много мачове страдат малко от това, че продължават дълго и усеща, че умората се появява в публиката, която е в жегата за над четири часа.
Fight for the Fallen продължава да съществува като ежегодно лятно шоу за AEW, но вече се провежда като специални епизоди на телевизионните шоута на AEW Dynamite (2020–настояще), Rampage (2022–настояще) и Collision (2023–настояще).

## Резултати
| Роля        | Име                              |
| ----------- | -------------------------------- |
| Коментатори | Джим Рос (PPV)                   |
| Коментатори | Екскалибур (Преди шоуто + PPV)   |
| Коментатори | Алекс Марвес (Преди шоуто + PPV) |
| Конферансие | Джъстин Робъртс                  |
| Съдии       | Обри Едуардс                     |
| Съдии       | Брайс Ремсбърг                   |
| Съдии       | Рик Нокс                         |
| Интервюиращ | Джен Декър                       |

| №                                                                                     | Резултати | Правила | Време |
| ------------------------------------------------------------------------------------- | --- | --- | ----- |
| 1П                                                                                    | Сони Кис поб. Питър Авалон (с Лева Бейтс)                                                                                       | Индивидуален мач | 5:10  |
| 2П                                                                                    | Беа Прийстли и Шоко Накаджима поб. Брит Бейкър и Рихо                                                                           | Отборен мач | 15:15 |
| 3                                                                                     | Максуел Джейкъб Фридман, Сами Гевара и Шон Спиърс поб. Дарби Алин, Джими Хавък и Джоуи Джанела                                  | Отборен мач с шест човека | 13:15 |
| 4                                                                                     | Бранди Роудс (с Оусъм Конг) поб. Али                                                                                            | Индивидуален мач | 11:00 |
| 5                                                                                     | The Dark Order (Ивъл Уно и Стю Грейсън) поб. Анхелико и Джак Евънс и Джурасик Експрес (Джънгъл Бой и Лучазоръс) (с Марко Стънт) | Троен отборен мач За напредък на All Out за възможност за прескачане на първи кръг в турнира за Световните отборни титли на AEW | 15:15 |
| 6                                                                                     | Адам Пейдж поб. Кип Сейбиън | Индивидуален мач | 19:05 |
| 7                                                                                     | Lucha Brothers (Пентагон Джуниър и Рей Феникс) поб. SoCal Uncensored (Франки Казариан и Скорпио Скай) (с Кристофър Даниелс)     | Отборен мач | 15:10 |
| 8                                                                                     | Кени Омега поб. Шима | Индивидуален мач | 22:30 |
| 9                                                                                     | Йънг Бъкс (Мат Джаксън и Ник Джаксън) поб. Братството (Коуди и Дъстин Роудс)                                                    | Отборен мач | 31:25 |
| - (ш) – указва шампиона/шампионите в мача - П – показва, че мача се случи преди шоуто | | |       |